# Уза (Гомельський район)
Уза (біл. Уза) — село в Бобовицькій сільради Гомельського району Гомельської області Білорусі.

## Географія

### Розташування
У 5 км на південний захід від Гомеля.

## Гідрографія
На річці Уза (притока річки Сож). На сході меліоративні канали, в тому числі Мильчанська канава.

## Транспортна мережа
Планування складається з прямолінійної вулиці, орієнтованої з південного заходу на північний схід і забудованої двосторонньо, дерев'яними будинками садибного типу.

## Історія

### У складі Великого князівства Литовського
Виявлене археологами городище ранньої залізної доби (за 1 км на південь від села) свідчить про заселення цих місць з давніх часів. За письмовими джерелами відома з XVIII століття як село в Речицькому повіті Мінського воєводства Великого князівства Литовського.

### У складі Російської імперії
Після Першого поділу Речі Посполитої (1772) — в складі Російської імперії. З 1775 року у володінні фельдмаршала графа Петра Олександровича Рум'янцева-Задунайського, з 1834 року — фельдмаршала князя Івана Федоровича Паскевича. У 1816 році в Новиківській економії Гомельського маєтку. У 1830 році діяли млин, сукновальня. Через село проходила поштова дорога з Речиці в Гомель. У 1868 році поміщик Філончик володів тут 2483 десятинами землі, мав питний будинок. Згідно з переписом 1897 року розташовувалися: хлібозаготівельний магазин, вітряк, в Дятловицькій волості Гомельського повіту Могильовської губернії. У 1909 році в однойменному фільварку, який знаходився поруч, 1608 десятини землі. З 1913 року діяли земська школа і телеграф.

### У складі БРСР
У 1926 році працювали поштовий пункт і школа, в Давидівській сільраді Гомельського району Гомельського округу. У 1930 році організований колгосп «Червона Уза». Під час німецько-радянської війни 31 житель загинув на фронті. У 1959 році в складі колгоспу «Перемога» (центр — село Червоне).

### У складі Республіки Білорусь
До 1 серпня 2007 року — у складі Давидівської сільської ради.
Станом на 2021 рік село знаходиться у складі Бобовицької сільської ради.

## Населення

### Чисельність
- 2004 — 87 господарств, 200 жителів.